# ヤロスワフ・ヤッハ
ヤロスワフ・プシェミスワフ・ヤフ（Jarosław Przemysław Jach, 1994年2月17日 - ）は、ポーランド・ドルヌィ・シロンスク県ビェラヴァ出身の同国代表サッカー選手。RKSラコフ・チェンストホヴァ所属。ポジションはDF（センターバック）。

## 経歴
MZKSレヒア・ジェルゾニオフでプロとしての始め、2013年にザグウェンビェ・ルビンへ移籍。
2018年1月23日、プレミアリーグのクリスタル・パレスFCに3年半の契約で移籍。以後は複数の海外クラブへの期限付き移籍を経験する。
2020年9月25日のカラバオ・カップ2回戦・AFCボーンマス戦でロイ・ホジソン監督によりスタメンに起用されパレスの選手として公式戦デビュー、フル出場を果たしチームの3回戦進出に貢献した。10月6日、エールディヴィジのフォルトゥナ・シッタートへシーズンローンとなる。ケヴィン・ホフラント監督の下で出場機会を得ていたが、12月にショルス・ウルテーが新指揮官に就任すると構想外となり、年末にローンを切り上げた。
2021年1月9日、ラコフ・チェンストホヴァにシーズン終了までのローンの形で復帰することが発表された。COVID-19の影響によりFIFAが特例として認めている同一シーズン3クラブ目でのプレーとなる。